# معامله‌گر سرکش
تاجر سرکش (به انگلیسی: Rogue Trader) یک فیلم زندگی‌نامه‌ای درام بریتانیایی محصول سال ۱۹۹۹ به نویسندگی و کارگردانی جیمز دیردن با بازی ایوان مک‌گرگور، آنا فریل، پیپ تورنس، تیم مک‌اینرنی، نیگل لیندسی، جان استندینگ، لی راس، بتسی برانتلی، کارولین لنگریش است. فیلم به زندگی نیک لیسون دلال سابق و سقوط برینگ بانک در سال ۱۹۹۵ می‌پردازد.
این فیلم در ۲۵ ژوئن ۱۹۹۹ در بریتانیا و ایالات متحده منتشر شد. فیلم توسط پته در بریتانیا و سینمکس در ایالات متحده توزیع شد. در باکس آفیس شکست خورد و در بریتانیا کمتر از ۱ میلیون پوند فروش داشت.

## داستان
این فیلم داستان واقعی نیک لیسون، کارمند جوان برینگ بانک را روایت می‌کند که پس از یک دوره موفقیت آمیز کار برای دفتر این شرکت در اندونزی به عنوان مدیر کل طبقه تجاری در بورس به سنگاپور فرستاده می‌شود. این فیلم به دنبال ظهور لیسون است که به زودی به یکی از معامله‌گران کلیدی برینگ تبدیل می‌شود. با این حال، همه چیز آنطور که به نظر می رسد نیست – از طریق حساب خطای 88888، نیک ضررهای هنگفتی را پنهان می‌کند. 
در نهایت این خسارات به بیش از ۸۰۰ میلیون پوند می‌رسد و نیک به همراه همسرش لیزا تصمیم می‌گیرند سنگاپور را ترک کرده و به مالزی فرار کنند. نیک تا زمانی که در روزنامه نخواند که بارینگز ورشکست شده است، متوجه شدت زیان خود نمی‌شود. سپس تصمیم می‌گیرند به لندن برگردند اما نیک در مسیر فرانکفورت دستگیر می‌شود. نیک به سنگاپور تحویل داده شد و در آنجا به شش سال و نیم زندان محکوم شد و تشخیص داده شد که به سرطان روده بزرگ مبتلا شده است. به همین دلیل حکمش را کامل نکرد.